# Mining
Mining je obec v okrese Braunau v rakouské spolkové zemi Horní Rakousy.

## Geografie
Mining leží na státní hranici s Německem na terasovité krajině vzniklé v době ledové na řece Inn. Rozloha obce činí zhruba 17 km², 20 % rozlohy tvoří lesy, přes 60 % tvoří zemědělská půda a více než 8 % tvoří vodní plochy.

## Osady
Území obce zahrnuje následujících 12 osad (v závorce je uveden počet obyvatel k 1. lednu 2023):
- Alberting (44)
- Amberg (68)
- Frauenstein (103)
- Gundholling (26)
- Holl (12)
- Kaltenau (17)
- Mamling (262)
- Mining (708)
- Obersunzing (5)
- Öppling (20)
- Unterbergham (18)
- Untersunzing (16)

Obec se skládá z katastrálních území Amberg, Gundholling a Mining.